# Liménas Platygiáli
Liménas Platygiáli (en français : Port Plateali) est un port de Grèce, située en Épire dans la région d'Étolie-Acarnanie, au bord de la mer Ionienne et au nord du golfe de Corinthe. Il est situé entre les caps d'Ákra Chondrós (2 km au sud-ouest), Ákra Glóssa (2.5 km à l'ouest) et Ákra Koúmaros (2.5 km au sud), et les baies d'Órmos Plákas (2 km au sud), Órmos Kalamáki (2 km à l'ouest) et Órmos Vourliá (2.5 km à l'ouest). Le port de Limáni Ágios Panteleímon se trouve 1.5 km au nord-ouest. Les villes les plus proches sont Valtíon (à 4.2 km), Astakós (à 7.9 km) et Mánina Vlizianón (à 11.1 km). L'aéroport le plus proche est celui d'Agrínio, à 31.1 km.